# أمرزكان
أمرزڭان هي قرية ريفية في إقليم ورززات ضمن درعة تافيلالت بالمغرب. كان مجموع عدد سكان البلدية أمرزڭان 7.593 نسمة يعيشون في 1.290 أسرة.(تعداد السكان الرسمي 2004)

## إحصاء عام
| السنة | عدد السكان | عدد الأسر | عدد الأجانب |
| ----- | ---------- | --------- | ----------- |
| 1994  | 8654       | 1376      | °°°°        |
| 2004  | 7593       | 1290      | 1           |